# آدام سویج
آدام ویتنی سویج (به انگلیسی: Adam Whitney Savage) متولد ۱۵ ژوئیه ۱۹۶۷ در شهر نیویورک، ایالات متحده آمریکاست. وی طراح جلوه‌های ویژه، تهیه‌کننده، بازیگر و آموزگار است. وی همچنین مجری شبکه دیسکاوری نیز بوده‌است.

## زندگی شخصی
آدام سویج و همسر فعلی اش «جولیا وارد» در سال ۲۰۰۲ با هم ازدواج کردند. البته سویج از رابطهٔ قبلی خود ۲ پسر دوقلو دارد.